# Mikronesiska federationen i olympiska sommarspelen 2000
Mikronesiska federationen deltog i de olympiska sommarspelen 2000, vilket var landets första deltagande i ett olympiskt spel, med en trupp bestående av fem deltagare, tre män och två kvinnor, men ingen av landets deltagare erövrade någon medalj.

## Friidrott
Herrarnas 100 meter
- Elias Rodriquez
  1. Final - 3:09:14 (81:e plats)

Herrarnas maraton
- Regina Shotaro
  1. Omgång 1 - 13.69 (gick inte vidare)